# Франческо Пікколоміні
Франческо Пікколоміні (італ. Francesco Piccolomini; 12 жовтня 1582, Сієна — 17 червня 1651, Рим) — італійський єзуїт, восьмий генерал Товариства Ісуса у 1649—1651 роках.

## Життєпис
Франческо Пікколоміні походив зі знатного сієнського роду Пікколоміні, пов'язаного з папами Пієм II і Пієм III. Вступив до Товариства Ісуса 26 червня 1600 року. Був професором філософії в Римській колегії, маючи серед своїх учнів святого Хуана Берхманса. Згодом перейшов на кафедру богослов'я. Він просив, щоб його відправили до Індії проповідувати Євангеліє, але замість цього його призначили настоятелем ордену єзуїтів на Сицилії. Повернувшись до Риму, став ректором Римської колегії, а потім був провінціалом у Римі, Мілані та Венеції.
Після смерті Вінченцо Карафи 21 грудня 1649 року його було обрано восьмим генералом. Його правління тривало лише вісімнадцять місяців: він помер 17 червня 1651 року у віці 69 років.